# 戴長治
戴長治（？—17世紀），字季修，浙江嘉興府嘉興縣人，明朝、南明政治人物。

## 生平
戴長治是崇禎十二年（1639年）己卯科浙江鄉試第七名舉人，崇禎十六年（1643年）成進士，獲授程鄉知縣，親自抵禦入侵的流寇，使地方安寧。
隆武年間出任兵科給事中，不久辭官退隱，供養父母，二十年後去世。子戴樹聲哭泣三日，嘔血而死。

## 引用
1. 1 2  錢海岳《南明史·卷四十五·列傳第二十一》：（隆武）同時科臣之可紀者：……戴長治，字季修，秀水人。崇禎十六年進士。授程鄉知縣。寇至，冒矢石捍之，境內帖然。遷兵科給事中。歸隱二十年卒。子樹聲，哭父三日死。
2. ↑  光緒《嘉興縣志·卷十九·選舉》：戴長治 鳳翔孫……以上（崇禎）年己卯科（舉人）
3. ↑  光緒《嘉興縣志·卷二十·列傳一》：戴長治，字季修，鳳翔孫。崇禎十六年進士，知程鄉縣，流寇偪城，親冒矢石，捍禦招撫，境內恬然。論功進兵科給事中，以親老歸養二十年而卒。子樹聲哭其父，嘔血三日亦死。《獻徵錄》